# 神香草属
神香草属（学名：Hyssopus）是唇形科下的一个属，为多年生草本或亚灌木植物。该属共有约15种，分布于亚洲中部。